# Stefano Donagrandi
Stefano Donagrandi (* 1. September 1976 in Brescia) ist ein italienischer Eisschnellläufer und Olympiasieger.
Er gehört der italienischen Nationalmannschaft seit 1997 ab und nahm 2002 und 2006 an den Olympischen Spielen teil; als Einzelstarter konnte er sich bei fünf Starts lediglich zwischen Platz 13 und 24 platzieren, jedoch gewann er mit der italienischen Mannschaft 2006 Gold in der Team-Verfolgung. Seine beste Einzeldisziplin ist die 1500-Meter-Strecke, wo er sich mehrfach in den Top 20 des Weltcups platzieren konnte; seinen einzigen Weltcupsieg konnte er in der 2004/05 ebenfalls in der Team-Verfolgung feiern. Zudem 1999 bis 2003 insgesamt dreimal italienischer Vizemeister im Allround-Bewerb, im Weltcup gehörte er jedoch regelmäßig zur B-Startergruppe.